# Мученики лавры Саввы Освященного
Мученики лавры Саввы Освященного — монахи лавры Саввы Освященного, замученные персами в 614 году.

## История
В правление шахиншаха Хосрова II Парвиза (591—628), воспользовавшись временной слабостью византийской империи и её новопоставленного православного императора Ираклия I (610—641), персидские завоеватели, захватившие разбойным набегом Палестину в 614 году, явились в монастырь с целью его грабежа, так как считали, что монахи хранят многочисленные сокровища. Но оказалось, что у иноков, ничего, кроме духовных богатств и добродетелей нет. Тогда персы решили заставить преподобных отцов отречься от Христа. Братия монастыря отвергла это требование пришельцев с востока. В ответ обозлённые персидские воины казнили всех монахов древней христианской обители.
Казнь была произведена варварскими способами: «Одни были обезглавлены, другие рассечены пополам, прочие изрублены на куски или истязаемы гвоздями». Предание повествует, что в пытках и мучениях погибло 44 монаха. Их келии были разграблены и разорены, а имена преподобномучеников остались неизвестными в истории.

## Память
Трагическое событие осталось в памяти православной церкви. В Русской церкви оно носит название «Преподобных отцов, в Лавре святого Саввы избиенных (614)» и воспоминается 16 мая (по юлианскому календарю)/29 мая (по григорианскому календарю). В РПЦ память преподобномучеников Лавры Саввы Освященного относится к соборным праздникам. Русская Духовная Миссия в Иерусалиме включает празднование преподобномученикам в «Собор Палестинских святых», воспоминаемых в Святой земле во второе воскресенье по Пятидесятнице.
В 2014 году в РПЦ, Греческой православной церкви, Иерусалимской православной церкви и непосредственно в ныне действующей Лавре Саввы Освященного проводятся юбилейные богослужения, посвящённые духовному подвигу преподобномучеников в связи с 1400-летием трагического события.

## Мощи
Части мощей и главы замученных иноков хранятся в специальной усыпальнице лавры Саввы Освященного.
В России в церкви святителя Николая (село Мансурово, Истринский район, Московская область) также хранятся частицы мощей преподобных отцов, в лавре Саввы Освященного избиенных.